# أولاد سي احسين (أولاد سيدي علي بن يوسف)
أولاد سي احسين هي إحدى مشيخات المملكة المغربية، تتبع جغرافيا لإقليم الجديدة وإداريًا لأولاد سيدي علي بن يوسف. يقدر عدد سكانها بـ 1663 نسمة حسب الإحصاء الرسمي للسكان والسكنى لسنة 2004.